# 크리크 전쟁
크릭 전쟁(Creek War, Red Stick War) 또는 크릭 내전(Creek Civil War, 1813년 - 1814년)는 미국 남부에서 크릭 족 인디언의 내전에 미군이 개입했던 "인디언 전쟁"이다. 결과적으로 이곳에 정착해서 살고 있던 인디언의 강제 이주와 미국의 인디언의 영토 약탈이자, 인종 청소가 되었다. 인디언을 영국군이 지원하고 있었기 때문에, 영미전쟁의 일부라고 생각하는 경우도 있다. 이 전쟁에서 미군의 승리로 이끈 앤드루 잭슨은 백인 사회에서 일약 명성을 떨치게 되었다.

## 배경
1811년 12월 16일 몇 차례에 걸쳐, 뉴마드리드 지진이 미국 중서부의 크릭 족의 땅을 덮쳤다. 이 사건의 해석은 부족마다 또 종교마다 다르지만 일반적으로 인정된 것은 큰 지진이 어떤 의미가 있는 것이 틀림없다는 것이었다.
전투를 할 때 붉게 칠한 지팡이를 사용했기 때문에, "레드 스틱스(빨간 막대)"라고 불리는 크릭 족의 전사들이 자신들의 생활을 백인의 간섭이 없었던 전통적인 방식으로 억지로 되돌리려고 했다. 레드 스틱스는 윌리엄 웨더포드(레드 이글), 피터 맥퀸과 메나와 같은 강력한 전사가 있었으며, 영국군과 동맹을 맺고 있었다. 크리크 족의 땅을 침식해 들어오는 백인과 미국의 인디언 대리인 벤자민 호킨스에 의해 관리되는 "개명" 계획에 대해 크릭 부족 내부의 다른 전사들과 격렬한 충돌이 일어나고 있었다. 크릭 내전이 시작되기 전에, 레드 스틱스는 그 활동을 추장과 장로들에게 비밀로 하고 있었다.
인디언 사회는 합의제에 근거한 민주주의 사회이며, 모든 일은 합의로 결정한다. 전사 집단이 정책을 합의하여 결정했다 하더라도 중재자인 추장이 이를 막을 권한은 없다. 또한 인디언 전사는 개인이 자유 의사에 의해 싸우며, "군사 지도자로 이끌 수 있는 병사"가 아니었다. 또한 인디언 전사 집단에는 "군지도자"라는 것은 존재하지 않는다. 백인은 윌리엄 웨더포드(레드 이글), 피터 맥퀸과 메나와 같은 전사를 "추장 ","지도자"라고 오해하고 있었다.
1813년 2월, 리틀 워리어가 이끄는 레드 스틱스의 소부대가 디트로이트에서 돌아오는 도중에, 오하이오 강을 따라 살고 있던 백인 정착민 두 가족을 학살했다. 호킨스는 크리크 족에게 리틀 워리어와 6명의 동료를 인도해 줄 것을 요구했다. 합의 결과 늙은 수장은 습격자를 백인 연방 정부의 대리인에게 인도하는 대신 부족 자체적으로 처벌하기로 결정했다. 이 결정이 크릭 족의 내전을 일으키는 불씨가 되었다.
어퍼 타운에 사는 크릭 족의 레드 스틱스가 로워타운 사는 크릭 족 몇 마을을 즉시 제압했다. 로워타운 크릭 족은 가축을 키우고 또한 방직 기계를 사용하는 등 백인 문명에 동화되는 단계를 밟고 있는 곳도 있었다. 레드 스틱스는 가축과 항아리, 냄비, 평범한 천 등 백인 사회에서 온 모든 것을 파괴했다. 하지만 레드 스틱스가 찾아냈던 총과 강철 칼은 폐기하지 않고 압수만 하였다.
1813년 7월 21일, 한 피터 맥퀸이 인디언 무리를 이끌고 플로리다에서 돌아오는 길에 한 무리의 미군 병사들이 레드 스틱스 무리를 멈추게 하자, 레드 스틱스와 미국 백인 사이에 첫 충돌이 일어났다. 레드 스틱스는 펜사콜라의 스페인 지사에서 탄약을 공급 받고 찾아오는 도중이었다. 이때는 레드 스틱스가 도망을 갔고, 미국 병사는 남아 있던 물품을 압수했다. 그 광경을보고 있던 레드 스틱스가 급습하여 보복했다. 《탄 옥수수 전투》로 알려지게 되는 이 충돌에서 크릭 족의 내전은 미군의 개입으로 확대되었다.
피터 맥퀸은 윌리엄 워더포드를 따라 보복을 위해, 8월 30일, 앨라배마의 모빌의 북쪽에 있던 밈스 요새를 습격했다. 레드 스틱스의 목표는 그 요새에 숨어 있었던 혼혈 크릭족을 습격하는 일이었다. 크릭 족의 일부로 제지 노력에도 불구하고 학살이 발생하여, 400명 내지 500명이 죽었다. 미국 남동부 일대의 정착촌에 위기가 고조되었으며, 연방정부의 개입을 요구했다. 미군은 영국군과 북부 산림 지대의 쇼니 족이 이끌고 있는 인디언 전쟁이 한창이었기 때문에, 남부 지방은 민병대를 소집하여 이 위협에 대처하기로 했다.

## 백인의 대응
《번트 옥수수 전투》 이후에, 미국 육군 장관 존 암스트롱은 제6 육군구의 지휘관 토마스 피크니 장군에게 미국은 크릭 족에 대해 조치를 취할 준비가 되어 있다고 알렸다. 또한 스페인이 크릭 족을 지원했다는 것이 밝혀진다면, 펜사콜라에 대한 공격도 정당화된다고 했다. 조지아 주는 현재 조지아와 앨라배마주 경계선이던 차타후치 강을 따라 여러 요새를 만들었고, 전쟁 준비를 시작했다. 이 조치는 국경을 방어하고, 공격을 준비할 시간을 버는 것이었다.
미시시피 준주 민병대 지휘관 페르디난드 클레어본 준장은 크릭 족 영지의 서쪽 경계 근처에 아군의 약점이 있다는 것을 인식하고 선제공격하자고 주장했다. 그러나 제 7 육군구 지휘관인 토마스 플로우니 소장은 이 요구를 계속 거절했으며, 미군의 전략은 방어임을 견지하고 있었다. 그 동안 이 지역의 개척민들은 요새로 대피할 것을 고려하고 있었다.
《밈즈 요새 학살》에 대응책으로 테네시 의회는 윌리엄 블로운트 지사에게 3개월 종군 의무가 있는 5,000명의 민병대를 조직할 것을 승인했다. 블로운트는 앤드루 잭슨 대령의 휘하에 2,500명의 테네시 서부군을 소집하고, "다가오는 침략에 격퇴하며 ... 미시시피 준주를 ... 지원과 안전을 담당한다"고 전했다. 또한 윌리엄 코크 소장 휘하에 2,500명의 테네시 동부군을 소집했다. 잭슨과 코크는 10 월초까지 출동 준비를 완료했다.
테네시, 조지아와 미시시피의 조치에 더하여, 인디언 협상대리인 벤자민 호킨스는 윌리엄 매킨토시 소령 휘하에 우호적인 로워타운 크릭 족을 조직하여 레드 스틱스에 대항할 전략을 세우고 조지아와 테네시의 민병대를 지원하기로 했다. 머리 색깔 때문에 화이트 이글로 알려진 연방 대리인인 리턴 J. 메익스의 요청에 따라 체로키 족은 숙적 레드 스틱스에 대항하여 미군에 협력할 것을 합의하였다. 릿지 소령의 휘하에 있는 200명의 체로키 족이 앤드루 잭슨 지휘를 받아 테네시 민병대와 함께 싸웠다.
마을 수로 하면, 약 2/3가 어퍼 크릭이었다. 그 마을은 앨라배마의 심장부를 흐르는 앨라배마 강, 쿠사 강 및 탈라푸사 강을 따라 위치해 있었다. 반대로 로워 크릭 마을은 차타후치 강을 따라 자리를 잡고 있었다. 많은 크릭 부족이 백인과 우호를 가질려고 했지만, 밈즈 요새 학살 후 남동부에 있던 백인은 우호적인 크릭 족과 비우호적인 크릭 족의 구별할 수 없게 되었다.
레드 스틱스는 고작 4,000명의 전사로 구성되어 있고, 1,000정 정도의 총기를 소유하고 있었다. 그들은 대규모의 전쟁을 치러본 경험이 없으며, 심지어는 이웃부족과도 싸워 본 적이 없었다. 전쟁 초기에 코크 장군은 활과 화살이 "전투 시 적군의 주무기이고, 전원이 활과 한무더기의 화살을 가지고 있다가 총기로 첫 공격을 한 후 활과 화살을 사용한다"고 보고 했다.
레드 스틱스의 본거지는 쿠사 강과 탈라푸사 강이 합류하는 위치에 있는 홀리 그라운드에 있었다. 그곳은 세 개의 미군 부대의 보급 기지에서 적어도 약 240km가 떨어진 곳이었다. 가장 쉬운 공격 경로는 조지아에서 변경 요새를 거쳐 어퍼 크릭에 연결되는 여러 경로를 통해서 홀리 그라운드로 가는 것이었다. 또 다른 경로는 모빌에서 앨라배마 강을 따라가는 것이었다. 가장 어려운 경로는 테네시에서 남쪽으로 산맥을 넘어 길이 없는 길을 가는 것으로, 잭슨은 이 방법을 택했다.

### 테네시 민병대
잭슨의 임무는 크리크 족을 물리치는 것이었지만, 그의 더 큰 목적은 펜사콜라까지 진출하는 것이었다. 잭슨의 계획은 남쪽으로 이동하여 도로를 만들고 어퍼 크릭 마을을 파괴하며, 이어 모빌까지 진군하여 펜사콜라를 공격하는 것이었다. 그러나 보급과 짧은 징병 기간이 문제가 되었다. 잭슨이 진군을 시작했을 때는 테네시 강 수위가 낮아 물자를 보급하기 어려웠기 때문에 말의 사료 확보에 어려움을 겪었다. 1813년 10월 7일에 잭슨은 페이엣빌을 출발했다. 헌츠빌에서 기병대와 합류하여 테네시 강을 넘어 데포짓 요새를 구축했다. 이어 쿠사 강까지 가서 스토로드에 전진 기지를 건설했다. 11월에 벌어진 탈루샛치 전투와 탈라데가 전투는 최초의 작전 성공이었다. 그러나 탈라데가 전투 이후 잭슨은 식량 부족과 군인의 짧은 징병 기간에서 오는 규율 문제에 직면했다.
쿠느는 테네시 동부 민병대 2,500명과 함께 10월 12일 출발했다. 그 행군 경로는 테네시 녹스빌에서 채타누가까지 갔다가, 쿠사 강을 따라 스토로더 요새로 가는 것이었다. 테네시 동서부 민병대 사이의 경쟁심으로 인해 쿠크는 서둘러 잭슨 군단에 합류하려고 하지 않았고, 특히 11월 17일 우호적인 인디언 마을을 잘못 습격하여 잭슨을 화나게 한 이후 행보가 느려졌다. 12월 12일 마침내 쿠크 부대가 스토로더 요새에 도착했을 때, 테네시 동부 민병대는 징병 기간이 10일 밖에 남지 않았다. 잭슨은 징집병을 해산할 수 밖에 없었다.
또한 새로운 말을 보충을 위해 테네시로 보냈던 커피 장군에게서 기병대가 탈영했다는 소식이 왔다. 1813년 말 잭슨 군단은 징병 기간을 1월 중순까지 연장하고, 병력을 1개 연대까지 줄어들었다. 블로운트 지사가 신규로 2,500명의 부대를 소집하도록 명령했지만, 잭슨 군단은 2월 말까지 충분한 전력을 구성할 수 없었다. 새로 징병된 900명의 신병이 예상외로 1814년 1월 14일에 도착했을 때, 잭슨은 간부 103명과 커피 장군으로 줄어 있었고, 그들은 "부하에게 버림"을 받았다.
신병의 징집 계약 기간은 60일 밖에 되지 않았기 때문에, 잭슨은 미숙했지만, 병력 대다수를 데리고 가기로 결정했다. 1월 17일에 스토로더 요새를 나와서, 조지아 민병대와 협력하여 에먹포우 마을로 향했다. 그러나 이것은 위험한 결정이었다. 오랫동안 험한 지형을 넘어야 하며, 수적으로도 열세인 적이 버티고 있었고, 군인들은 전투 경험도, 규율도 엉망이었다. 또한 적에게 패배를 당한다면, 전쟁은 더 길어질 것이었다. 에먹포우와 에노타초포 크릭에서의 두 번의 교전 후에, 잭슨은 스토로더 요새로 돌아와 3월 중순까지 공세를 취하지 않았다.
1814년 2월 6일 제 39 미국 보병 연대가 도착하자, 잭슨 군단은 훈련된 핵심 병력을 얻었고, 결국 전력은 약 5,000여명으로 늘어났다. 블로운트 지사가 두 번째 테네시 민병대 징집을 명령한 후, 쿠크 군단은 2000명의 6개월 단기병과 함께 다시 녹스빌에서 스토로더 요새로 행군했다. 쿠크의 부하는 잭슨의 부하가 3개월짜리 단기병이라는 것을 알고 항명을 했다. 쿠크는 부하들을 달랠려고 노력했지만, 잭슨은 이것을 오해하여 쿠크를 선동자로 체포했다. 테네시 동부 민병대는 그 복무 기간에 대한 별말 없이 스토로더 요새에 집합했다. 쿠크는 이후 무죄로 풀려났다.
잭슨은 다음 1개월 동안 도로를 만들고 병사를 훈련시켰다. 3월 중순, 잭슨은 레드 스틱스가 토호페카 (호스슈 벤드)에 있는 탈라푸사에 집결하고 있는 것을 알고 출전했다. 처음에는 남쪽으로 쿠사 강을 따라 이동하다가, 잭슨은 크리크 족이 있는 중간 지점에 새로운 기지인 윌리엄스 요새를 구축했다. 그곳에 일부 수비대를 남기고, 약 3,000명 병력에 체로키 족과 로워 크릭 족 동맹군 600명을 추가하여 토호페카로 향했다. 호스슈 벤드 전투는 3월 27일 벌어졌으며, 약 800명을 인디언 전사를 죽이는 등, 잭슨 군은 결정적인 승리를 얻어 레드 스틱의 저항을 효율적으로 종결시켰다.

### 조지아 민병대
조지아 민병대는 약 3만 명의 병력이 있었다. 미국 제6 육군구는 캐롤라이나 주와 조지아 주로 구성되어 있으며, 약 2,000명에 이르는 정규병이 있었다. 원칙적으로 픽크니 장군이 지구 지휘관이며, 1813년 크릭 전쟁을 끝내려고 하는 경우에 공격 부대를 보낼 수 있었다. 그러나 신속하고, 효율적인 노력이 뒷받침되지 못했다.
11월말 존 플로이드 장군이 950명의 민병대와 300~ 400명의 우호적 크릭 인디언을 이끌고 채터후치 강을 건너, 홀리 그라운드로 향했다. 11월 29일, 오토즈 마을을 습격하여, 방어하기 쉬운 위치를 점거하고 있던 크릭 족을 쫓아냈다. 이 전투 이후 플로이드 장군은 중상을 입고 채터후치 강까지 후퇴했다. 플로이드 부대의 손실은 전사 11명, 부상 54명이었다. 플로이드는 약 200명의 크리크 족을 죽였다고 추정했다.
1월 중순 플로이드는 1,300명의 민병대와 400명의 우호적 크릭 인디언을 이끌고, 미첼 요새를 출발하여 잭슨 부대와 합류를 기다리기 위해 투카우바치 마을로 향했다. 1월 29일, 에먹포우에서 7일을 보낸 후, 크리크 족이 캘리비 크릭에 세워둔 방어기지를 습격했다. 조지아군인 이 공격을 격퇴했지만, 플로이드와 민병대는 패배라고 생각하고, 진군하는 동안 구축해된 방어기지를 버리고 포트 요새까지 퇴각하였다. 플로이드 부대의 손실은 여러 설이 있지만, 17명에서 22명의 전사와 132명에서 147명 부상이라고 추정하고 있다. 플로이드는 레드 스틱스의 사상자 수가 사망 37명으로 추정했다. 이것이 조지아 군의 마지막 공격이 되었다.

### 미시시피 민병대
10월, 토마스 플라우니 장군이 제 3 미국 보병 연대, 민병대, 지원병 및 촉토 인디언으로 이루어진 약 1,000명의 부대를 스톳더트 요새에서 조직하였다. 클레어본 장군은 앨라배마 강과 톰빅비 강의 합류점 근처에 크릭 족 재산을 황폐화 시키라고 명령하고, 세인트 스테판 요새에서 출진하였다. 클레어본은 파괴 활동을 일부 했지만, 전투를 수행하지는 못했다.
클레어본은 스톳더트 요새에서 북쪽으로 140 km 지점까지 진출하여 클레어본 요새를 건설했다. 12월 23일, 홀리 그라운드에서 소규모 적을 조우하여 약 260 채의 집을 불태웠다. 이 작전 중에 윌리엄 웨더포드가 거의 붙잡힐 뻔 했지만, 무사히 탈출할 수 있었다. 미시시피 군은 1명이 전사하고, 6명이 부상을 입었다. 반면 크릭 족은 30명이 사망했다.
클레어본은 보급 문제로 세인트 스테판 요새까지 후퇴했다.

## 결과
1814년 8월 9일, 앤드루 잭슨은 크릭 족에게 《잭슨 요새 조약》을 조인하도록 강요했다. 잭슨을 도와준 크릭 족의 추장들은 항의를 했지만, 결과적으로 앨라배마의 절반과 조지아주 남부에 해당하는 크릭 족의 땅 93,000 km2를 미국 정부에 귀속시킬 수 있게 되었다. 크릭 전쟁은 크릭 족 간의 내전이기도 했지만, 잭슨은 협력했던 크릭 족에게서도, 반격을 했던 레드 스틱스에게도 모두 땅을 빼앗았다. 귀속된 토지 중 7,700 km2은 전쟁 중 미합중국군에 협력한 체로키 족이 요구한 땅이었다.
레드 스틱스의 반란을 진압하고, 혼잡에 휩싸인 크릭 족의 영토를 몽땅 빼앗은 잭슨은 멕시코만 연안에 힘을 집중시킬 수 있었다. 잭슨 자의적인 판단으로 스페인령 플로리다를 침략하여, 펜사콜라에서 영국군을 몰아냈고, 이어 1815년 1월 8일, 뉴올리언스 전투에서 영국군을 격파했다. 잭슨은 레드 스틱스가 도망친 플로리다를 다시 침공하여 ‘제1차 세미놀 전쟁’을 일으켰다.
인디언에 대한 학살과 영토 강탈이라는 이 "승리"의 결과로 잭슨은 백인들 사이에서 국민적 영웅이 되었으며, 1829년 제7대 미국 대통령에 선출되었다. 대통령이 된 잭슨은 "인디언은 백인과 공생 수 없는 열등 민족"이라고 의회에서 연설하며, 남동부의 인디언을 미시시피 강 너머 서쪽으로 이주시키는 《인디언 이주법》을 통과시켜 대량학살과 인종청소를 주도했다.

## 참고 문헌
- "The Creek War 1813-1814" from the Horseshoe Bend National Military Park website.
- Henry Adams, History of the United States of America During the Administrations of James Madison (Library Classics of the United State, Inc. 1986), ISBN 0-940450-35-6
- Andrew Burstein The Passions of Andrew Jackson (Alfred A. Kopf 2003), p. 106 ISBN 0-375-41428-2
- John Ehle, Trail of Tears The Rise and Fall of the Cherokee Nation (Anchor Books Editions 1989), pp. 104 and 123, ISBN 0-385-23954-8
- John K. Mahon, The War of 1812, (University of Florida Press 1972) ISBN 0-8130-0318-0
- Robert V. Remini, The Life of Andrew Jackson (Harper and Rowe, Publishers 1988), ISBN 0-06-015904-9